# Moskee Al Qibla
Moskee Al Qibla is een moskee gevestigd in het vroegere gebouw van de wijkpost Meerzicht in Zoetermeer. Het gebouw is verbouwd door de Marokkaanse vereniging Atlas met de hulp van de islamitische gemeenschap in Zoetermeer. De moskee werd op 22 april 2005 in gebruik genomen en geopend door burgemeester Waaijer. Al Qibla betekent "gebedsrichting".
Het betreft een kleine moskee, met een Marokkaanse achtergrond. De moskee bestaat uit een mannenruimte met een capaciteit van 100 tot 200 personen en een vrouwenruimte met een capaciteit van 40 tot 60 personen. Op de begane grond is er een woedoeruimte, en naast een normaal toilet ook een Frans toilet.

## Aanslagen
Vrijdag 8 mei 2009 werd met een molotovcocktail, bestaande uit een bierfles met benzine, een aanslag gepleegd op de moskee. De schade in het gebouw bleef beperkt tot een aantal tafels, een groot vloerkleed en rookschade in de gebedsruimte. Op zondag 15 november volgde nog een aanslag met een molotovcocktail. Op 28 augustus 2010 werd de moskee beklad met graffiti en werd een raam vernield. Op 1 april 2011 werd het gebedshuis opnieuw beklad met racistische leuzen.

## Extremisme
Vanaf 2005 groeide er langzaam een extremistische kern in Zoetermeer. Die vormde zich rond Mohamed Talbi, eerst voorzitter en later docent bij de Al-Qibla-moskee in de wijk Meerzicht. De charismatische Talbi preekte in het Nederlands en werd al snel populair onder de jongere moskeebezoekers. Uit een reconstructie van NRC Handelsblad blijkt dat de lessen van Talbi vanaf 2010 ook veel islamitische jongeren uit de regio trokken.
Op enig moment ontstond er ruzie in de moskee. De aanhangers van Talbi vonden imam Baghdad Kaddouri en het bestuur van de moskee 'verwesterd'. Het bestuur had het vermoeden dat Talbi buiten de preken om jongeren ronselde voor de jihad in Syrië. Vanaf eind 2012 vertrokken tientallen jonge moskeegangers naar Syrië, om zich bij IS aan te sluiten.
Nadat het Talbi door de Zoetermeerse burgemeester Charlie Aptroot (VVD) verboden werd om nog in de Al-Qibla-moskee te komen, op straffe van sluiting van het gebedshuis, dook hij zelf ook op in Syrië. Hij ging daar als Abu Bashir al-Hollandi door het leven. Na 2013 is er niets meer van hem vernomen.